# Fleury (Aisne)
Fleury ist eine französische Gemeinde mit 126 Einwohnern (Stand: 1. Januar 2022) im Département Aisne in der Region Hauts-de-France (frühere Region: Picardie). Sie gehört zum Arrondissement Soissons und zum Kanton Villers-Cotterêts.

## Geographie
Die Gemeinde Fleury liegt rund vier Kilometer östlich von Villers-Cotterêts und 19 Kilometer südwestlich von Soissons. Sie wird vollständig vom Domänenforst Forêt de Retz eingeschlossen. Die Bahnstrecke La Plaine–Hirson durchquert die Gemeinde Fleury. Sie grenzt im Norden an Puiseux-en-Retz, im Osten an Montgobert und Corcy, im Süden an Dampleux sowie im Westen an Villers-Cotterêts.

## Bevölkerungsentwicklung
| Jahr                       | 1962 | 1968 | 1975 | 1982 | 1990 | 1999 | 2006 | 2014 | 2021 |
| Einwohner                  | 95   | 85   | 99   | 138  | 128  | 148  | 142  | 137  | 125  |
| Quellen: Cassini und INSEE |      |      |      |      |      |      |      |      |      |

## Sehenswürdigkeiten
- Kirche Saint-Martin aus dem 12. Jahrhundert
- Denkmal für zwei Artillerieregimenter, die hier 1918 gekämpft haben
- ehemaliges Kloster
- Mairie aus dem Jahr 1819
- Wasserturm
- Lavoir
- Der 1976 in Dienst gestellte, 270 Meter hohe Sendemast bei der Kreuzung Saut du Cerf im Forst.

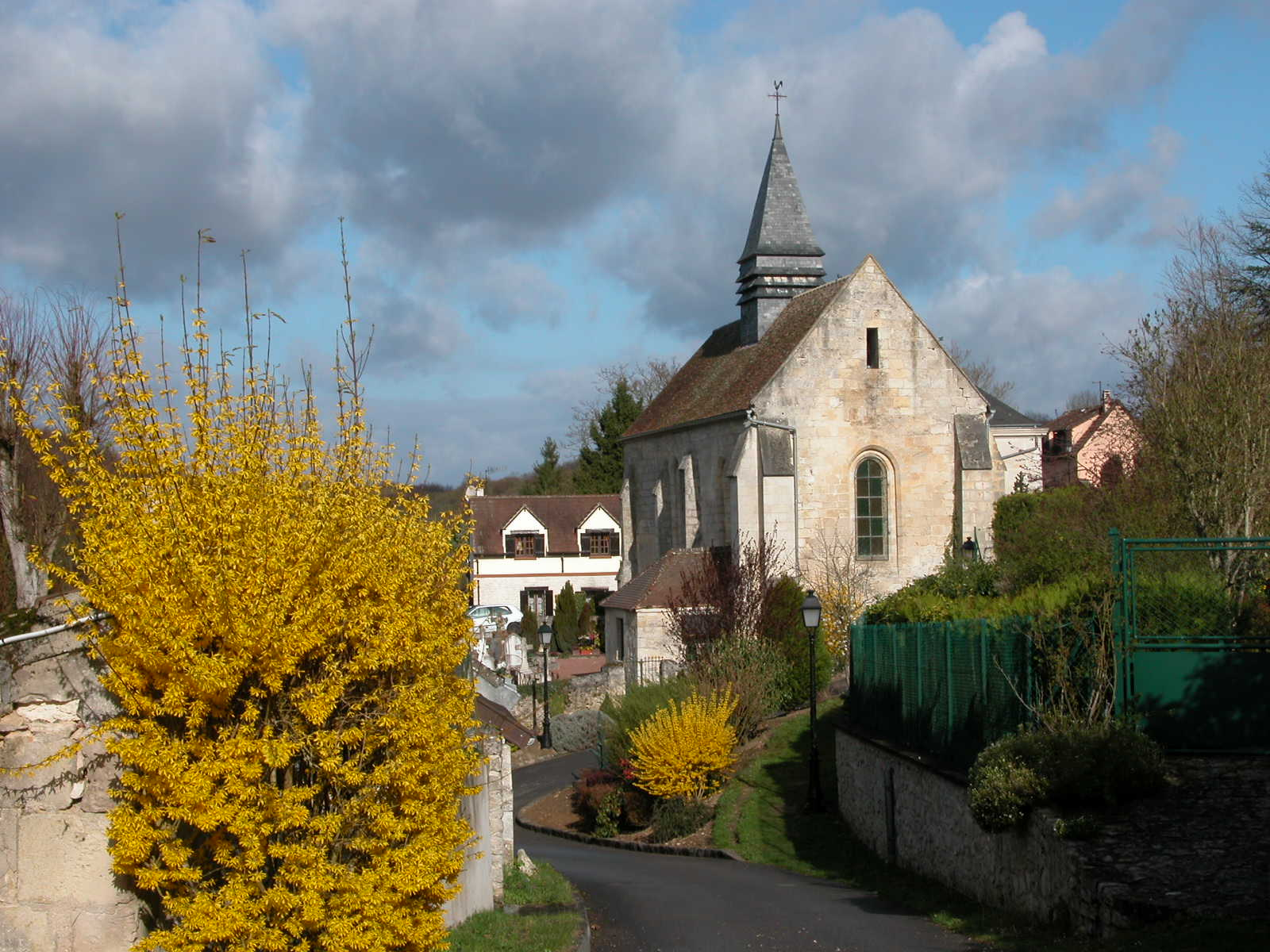
Kirche Saint-Martin
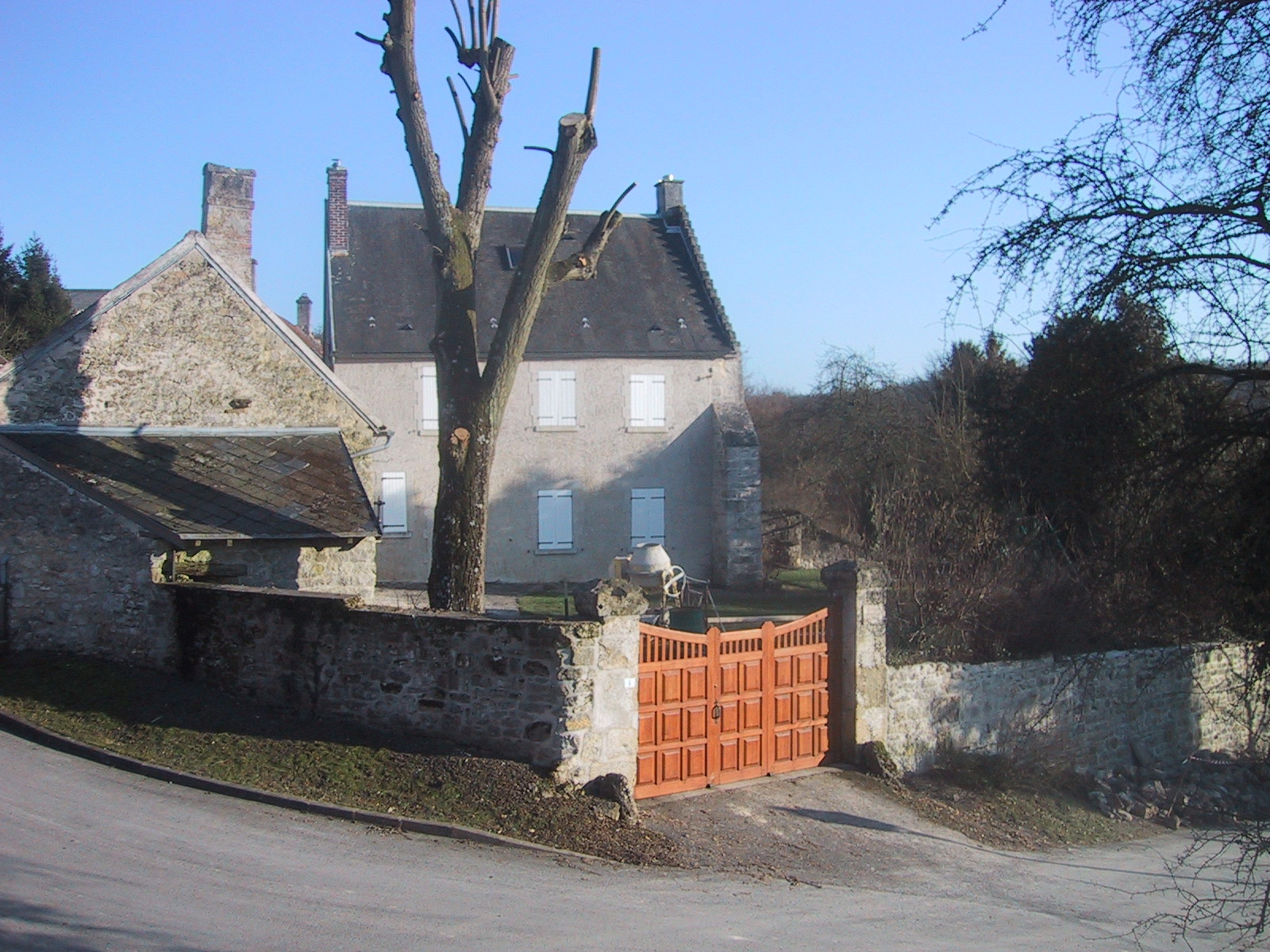
Ehemaliges Kloster
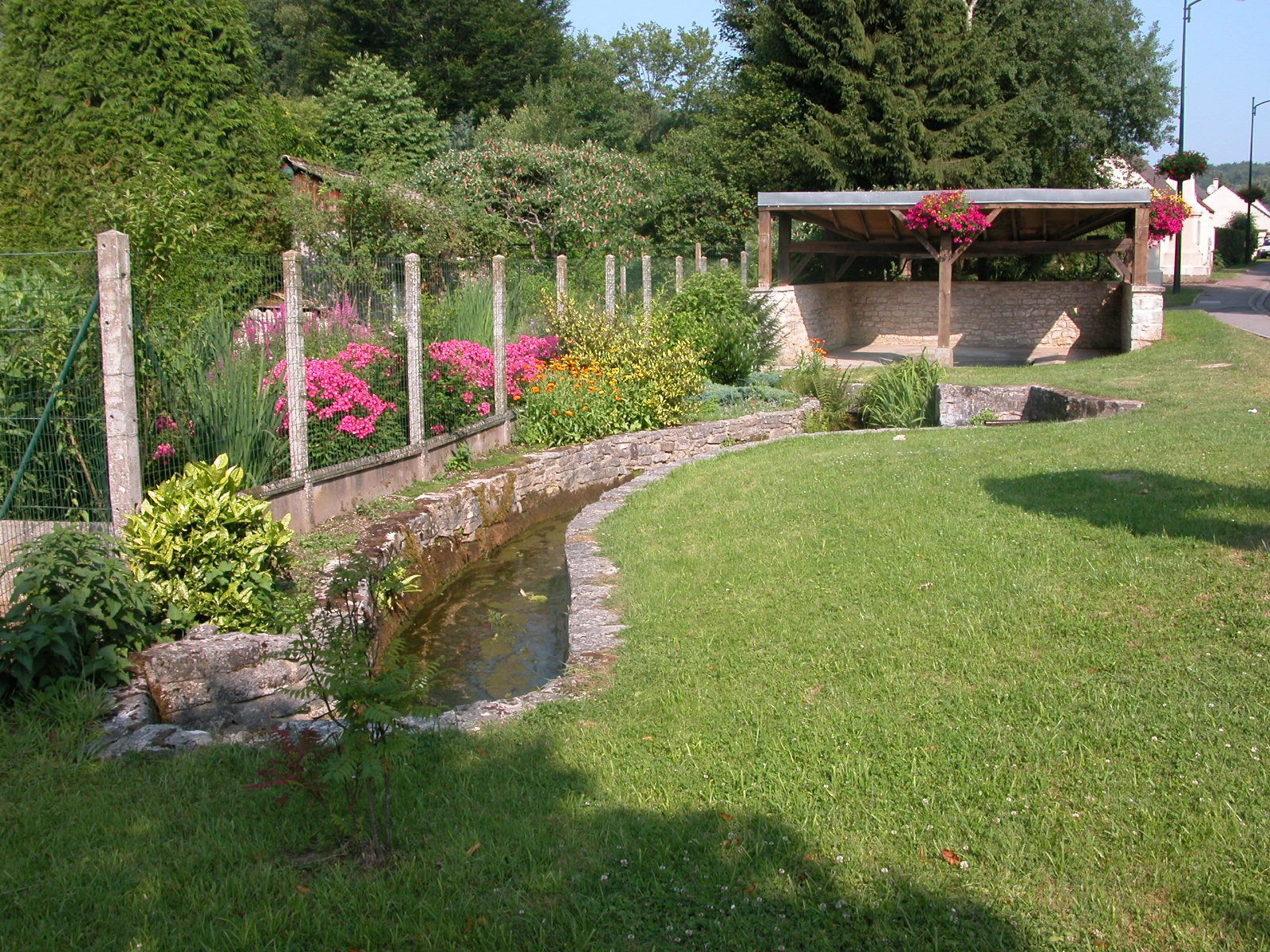
Lavoir
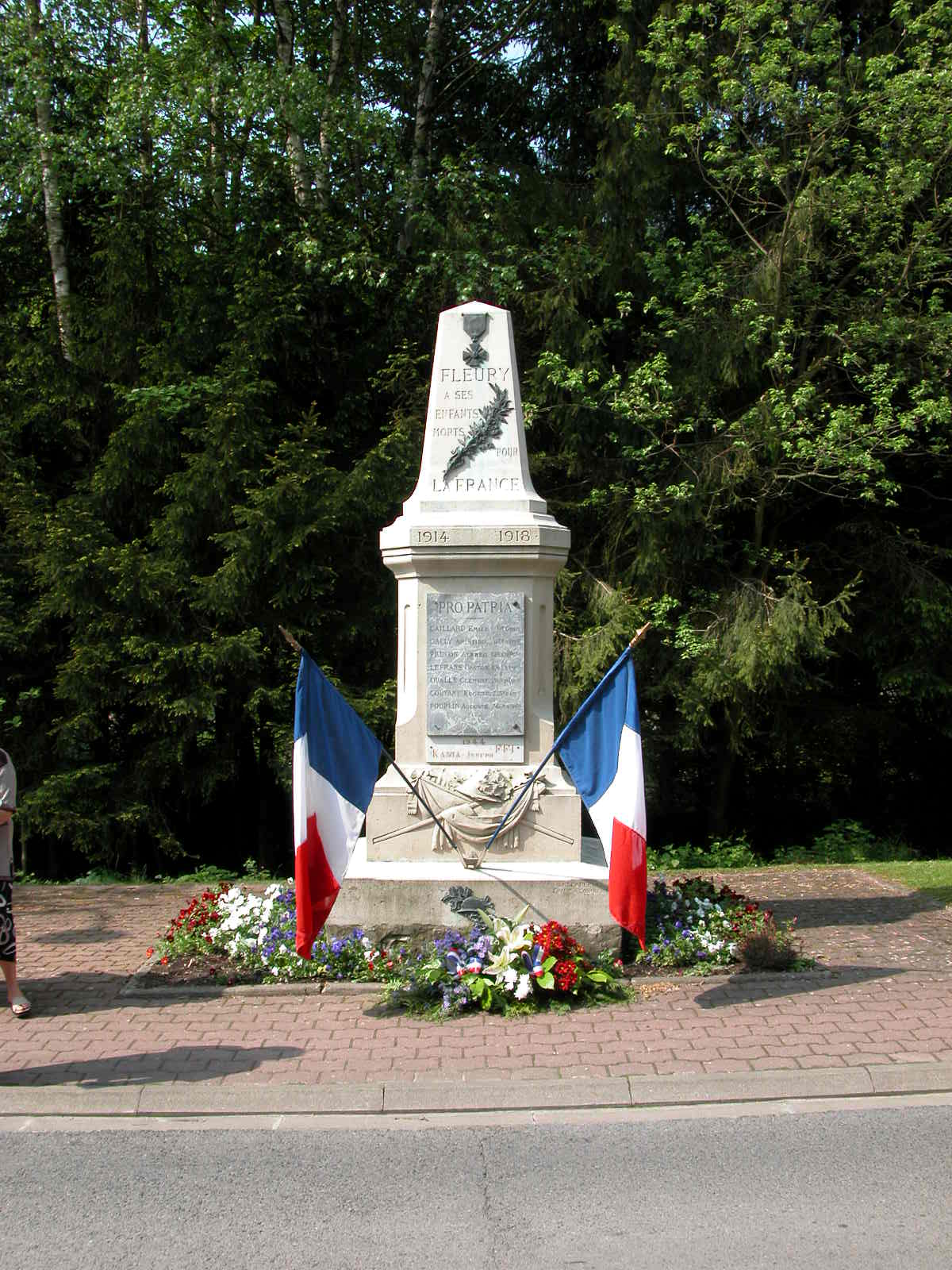
Denkmal